# Wilhelm Schmidt (Politiker, 1903)
Wilhelm („Willi“) Schmidt (* 18. November 1903 in Weißkirchlitz, Österreich-Ungarn; † 1955) war ein sudetendeutscher Kommunalpolitiker und Funktionär der Nationalsozialistischen Deutschen Arbeiterpartei (NSDAP). Er war von 1943 bis 1945 Bürgermeister der Stadt Brüx im Reichsgau Sudetenland.

## Leben und Wirken
Schmidt war bis 1938 als Handelsvertreter in der Tschechoslowakei tätig. 1932 trat er der dortigen Deutschen Nationalsozialistischen Arbeiterpartei bei und wechselte 1933 zur Sudetendeutschen Partei (Mitgliedsnummer 1.553).
Nach der am 5. November 1938 erfolgten Verkündung der Auflösung der SdP beantragte er am 29. Dezember desselben Jahres die Aufnahme in die NSDAP und wurde rückwirkend zum 1. November 1938 aufgenommen (Mitgliedsnummer  6.863.159). Er wurde zunächst zum Oberabschnittsleiter ernannt. Spätestens im darauffolgenden Jahr trat er auch der SA bei, in der er 1943 zum Obersturmbannführer befördert wurde. 
Im Sommer 1939 übernahm er die Leitung im Personalamt des NSDAP-Sudetengaus. Zum 1. Mai 1940 wechselte er nach Brüx, wo er die Kreisleitung der NSDAP übernahm und im September 1943 Nachfolger des hauptamtlichen Bürgermeisters Alois Ott wurde. Als Bürgermeister saß er u. a. im Aufsichtsrat der Brüxer Straßenbahn- und Elektrizitäts-AG.
Gegen Kriegsende Anfang Mai 1945 verließ er Brüx in Richtung Deutschland. 1947 wurde er verurteilt.